# Starý kostel svatého Jana Křtitele (Lysá nad Labem)

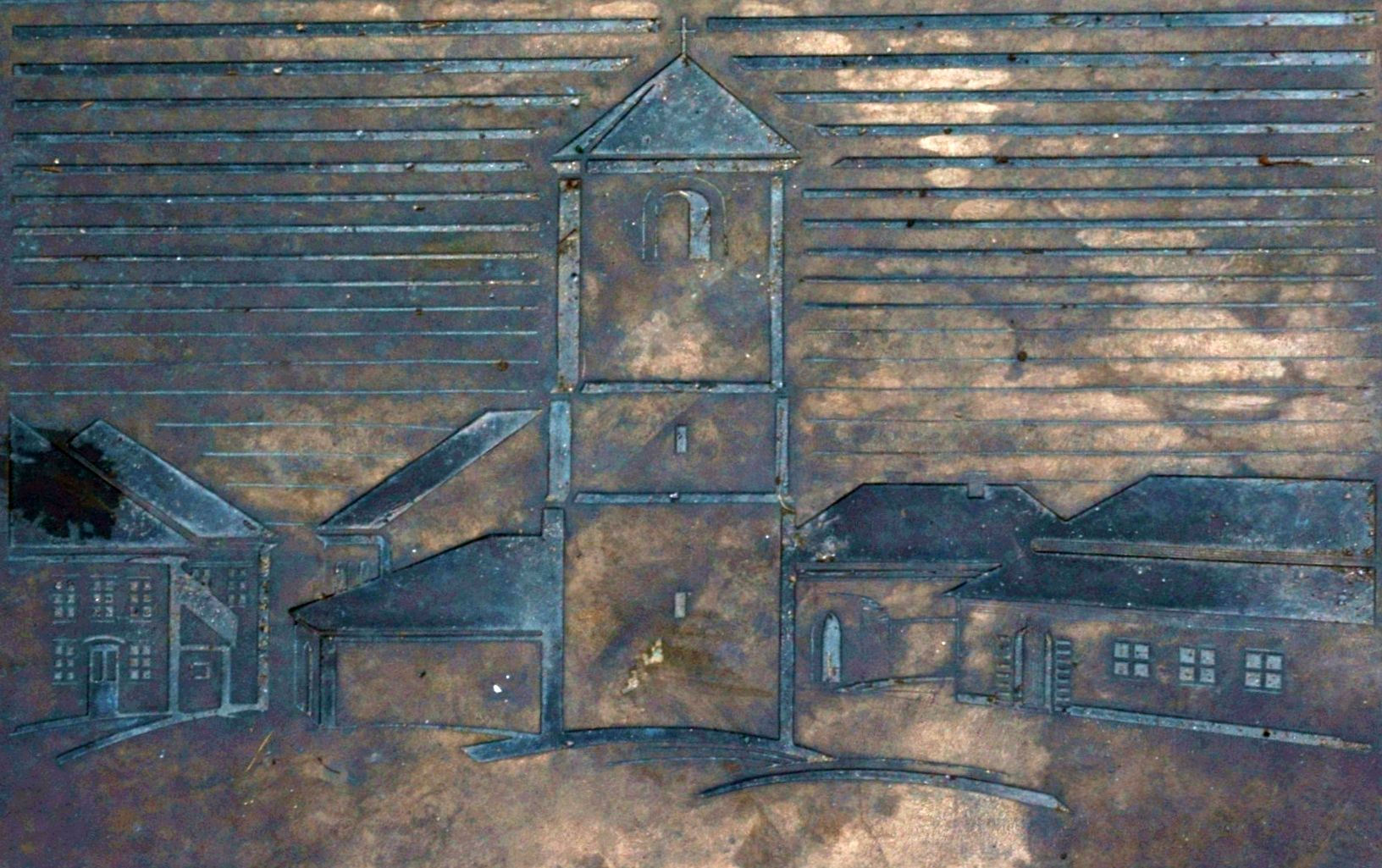
Reliéfní vyobrazení kostela na pamětní desce v dlažbě

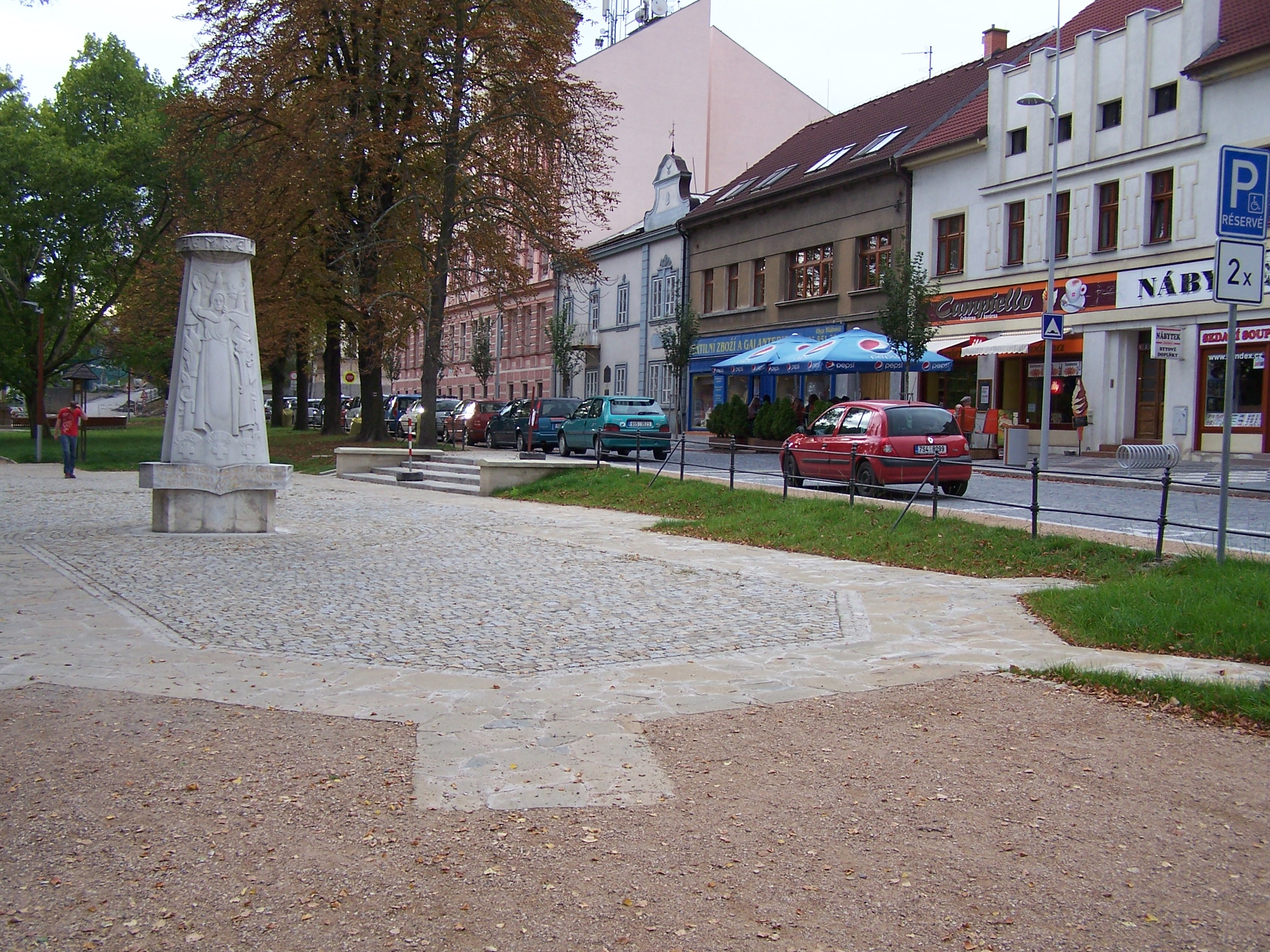
Vyznačení půdorysu kostela v parku na náměstí B. Hrozného

Kostel svatého Jana Křtitele byla církevní stavba v Lysé nad Labem. Kostel stál na návsi (ve východní části dnešního náměstí B. Hrozného) od 13. století (v roce 1291 zmiňován jako kamenný kostel s ohrazeným hřbitovem) až do roku 1879, kdy byl zbourán. Původně byl farním kostelem. Po výstavbě nového, barokního farního kostela Narození svatého Jana Křtitele západně od náměstí, v rohu zámeckého parku, v roce 1741 byl původní farní kostel nově zasvěcen svaté Barboře a sloužil dále jen jako hřbitovní kostel, za josefínských reforem v 80. letech 18. století byl však hřbitov zrušen a provoz kostela omezen a o století později, v roce 1879, byl kostel zbořen a zbytky jeho základů i hřbitova byly překryty parkovou úpravou. Po archeologickém průzkumu v roce 2011 byl v roce 2012 půdorys kostela vyznačen v nové dlažbě v parkové části náměstí a do ní byla zasazena pamětní deska připomínající historii i podobu zaniklého kostela.
Vznik kostela ve 13. století je časově pravděpodobně spjat se vznikem farnosti. Ta byla roku 1626 zrušena a roku 1652 opět obnovena. Až do roku 1993 spadala do litoměřické diecéze.
V prostoru vyznačeného půdorysu kostela stojí též pomník padlých v I. světové válce.